# Brataj
Brataj là một xã trong quận Vlorë thuộc hạt Vlorë, Albania. Dân số năm 2005 là 4941 người.